# Peribatodes syrilibani
Peribatodes syrilibani là một loài bướm đêm trong họ Geometridae.